# Morte e funerali di Stato di Juan Domingo Perón

Prima pagina del quotidiano Crónica del 2 luglio 1974

Juan Domingo Perón morì mentre era presidente dell'Argentina il 1° luglio 1974, all'età di 78 anni. La causa della sua morte fu un arresto cardiaco, conseguenza del peggioramento della cardiopatia ischemica cronica di cui soffriva da anni.
María Estela Martínez de Perón, sua moglie e vicepresidente, annunciò la notizia al Paese dicendo: "Con grande dolore devo comunicare al popolo la morte di un vero apostolo della pace e della non violenza".
Poco dopo la sua morte, i suoi resti furono deposti nella cappella della residenza presidenziale di Quinta de Olivos, in uniforme militare. La mattina del 2 luglio furono trasferiti alla Cattedrale metropolitana, dove si celebrò una messa funebre. La bara, affiancata dai granatieri, fu trasportata su una carrozza fino al Palazzo Legislativo, dove rimase fino alle 9:30 di giovedì.
Mentre la salma era al Congresso, 135.000 persone sfilarono davanti a essa; fuori, più di un milione di argentini rimasero senza dare l'ultimo saluto a Perón. Duemila giornalisti stranieri riferirono tutti i dettagli del funerale.
Dopo diversi giorni di lutto nazionale, durante i quali centinaia di migliaia di persone vegliarono sulla sua salma al Congresso nazionale, i suoi resti furono trasferiti in una cripta nella Residenza Presidenziale di Olivos. Il 17 novembre 1974, i resti di Evita, che erano stati lasciati in Spagna, furono trasferiti dal governo di María Estela Martínez de Perón e collocati nella stessa cripta. Nel frattempo, il governo iniziò a progettare l'Altare della Patria, un gigantesco mausoleo che avrebbe ospitato i resti di Juan Perón, Eva Duarte de Perón e tutti gli eroi nazionali argentini.

## Reazioni internazionali
- Brasile: L'ex presidente brasiliano Juscelino Kubitschek ha dichiarato in una nota che "Perón ha conosciuto sia la sofferenza che la resurrezione. Alla fine, il destino gli ha riservato la gloria di essere il restauratore della democrazia".
- Colombia: Il presidente colombiano Misael Pastrana Borrero ha dichiarato in una nota che "non era solo uno statista, ma anche uno dei leader più illustri dell'America Latina".
- Cile: Il dittatore cileno Augusto Pinochet decretò tre giorni di lutto nazionale e dichiarò che «il generale Perón è stato un militare che ha lasciato un segno profondo nella storia argentina e latinoamericana. È stato il precursore di un movimento di rivendicazioni sociali, le cui proiezioni sono ancora molto forti».[3]
- Cuba: Sebbene non vi sia stata alcuna reazione ufficiale immediata, la morte è stata descritta privatamente come "una sensibile perdita". La notizia è stata immediatamente diffusa dalle stazioni radio locali e dal telegiornale nazionale, che hanno dedicato ampia copertura all'evento e alle relazioni tra i due paesi.
- Stati Uniti: Il presidente degli Stati Uniti Richard Nixon e il segretario di Stato Henry Kissinger hanno espresso "sincero dolore per la sfortunata perdita". Nixon ha dichiarato: "Mia moglie ed io, a nome del popolo degli Stati Uniti, abbiamo inviato un tributo di condoglianze alla moglie dell'ex presidente Perón. Siamo addolorati per la scomparsa del presidente della Repubblica Argentina, Juan Domingo Perón, che è stato una fonte di ispirazione per i suoi concittadini. In un momento in cui altri si sarebbero accontentati di ritirarsi dalla vita pubblica, ha accettato la sfida di tornare nel suo paese per guidare e assistere il popolo argentino. Ha dedicato gli ultimi anni della sua vita a questo compito".[3]
- Francia: L' agenzia AFP ha osservato che "nonostante i suoi 18 anni di esilio (...) non ha mai cessato di avere una profonda influenza sul processo politico-militare nazionale, e ha saputo preservare il suo prestigio paterno e il suo carattere di uomo provvidenziale."[3]
- Perù: Il primo ministro peruviano Edgardo Mercado Jarrin ha dichiarato: "Perón è stata la figura politica più importante dell'Argentina in questo secolo. Grazie al suo carisma, alla sua abilità di statista e alla sua capacità di unire e mobilitare l'opinione pubblica attorno a sé, il generale Perón ha svolto un ruolo trascendentale nella vita del suo popolo".
- Libano: Il primo ministro libanese Takieddin el-Solh ha dichiarato che "la morte del presidente argentino Juan Peron è una grande perdita per il Libano e per gli arabi in generale".[3]
- Unione Sovietica: Il segretario generale del PCUS Leonid Brežnev, del Presidium del Soviet Supremo Nikolai Podgorny e il primo ministro Alexei Kosygin hanno espresso il loro "grande dolore" per la morte di Perón, "un politico e statista eccezionale dell'Argentina, un convinto sostenitore del rafforzamento dell'indipendenza del suo Paese". Hanno anche ritenuto che "Juan Domingo Perón meritasse grande rispetto nell'Unione Sovietica. Come Presidente, ha dato un grande contributo allo sviluppo di relazioni amichevoli tra i nostri Paesi", aggiungendo che il suo ritorno al potere era la prova della "determinazione della classe operaia a ottenere riforme sociali ed economiche".
- Uruguay: Il presidente uruguaiano Juan María Bordaberry, riferendosi a Perón, ha affermato: "Ha lottato per un'azione iberoamericana rivitalizzata, conducendo il continente verso forme di integrazione compatibili con la nostra indipendenza e il nostro sviluppo".[1]
- Venezuela: Il presidente venezuelano Carlos Andrés Pérez ha espresso le sue "più sentite condoglianze" e ha dichiarato tre giorni di lutto nazionale.[3]